# Водная экосистема
Водная экосистема — экосистема в водной среде. В водных экосистемах обитают скопления организмов, зависящих друг от друга и от их среды обитания. Водные экосистемы делятся на два основных типа — морские и пресноводные экосистемы.

## Типы

### Морские экосистемы
Морские экосистемы, самые большие среди всех экосистем, занимают около 71 % поверхности Земли и содержат приблизительно 97 % всех вод планеты. Они производят 32 % чистой первичной продукции в мире. Эти экосистемы отличаются от пресноводных экосистем количеством растворенных соединений в воде, особенно солей. Около 85 % растворенных материалов в морской воде — это натрий и хлор. Средняя солёность морской воды достигает 35 промилле. Фактическая солёность варьируется среди различных морских экосистем.
Морские экосистемы могут быть поделены на множество зон в зависимости от глубины и береговой линии. Океаническая зона является обширной открытой частью океана, где живут такие животные, как киты, акулы и тунцы. Зона бентоса состоит из основания ниже воды, где живут многие беспозвоночные. Приливная зона — это область между приливами и отливами; на этом рисунке она обозначена как прибрежная зона (литораль). Другие виды прибрежных зон (неритические) могут включать в себя лиманы, солончаки, коралловые рифы, лагуны а также мангровые болота. В глубоких водах, термальные источники могут служить причиной появления хемосинтезирующих серных бактерий, которые в дальнейшем формируют основы пищевой цепи.
Классы организмов, найденных в морских экосистемах включают в себя коричневые водоросли, динофлагелляты, кораллы, головоногих моллюсков, иглокожих и акул. Рыбы, пойманные в морских экосистемах, являются крупнейшим источником коммерческой продукции, полученной из природных популяций.
Экологические проблемы, затрагивающие морские экосистемы, включают в себя неустойчивое использование морских ресурсов (к примеру, чрезмерная ловля определённых видов рыб), загрязнение морских вод, изменение климата, строительства на прибрежных районах.

### Пресноводные экосистемы
Пресноводные экосистемы покрывают 0,80 % поверхности Земли и составляют 0,009 % от общего объёма воды. Они генерируют почти 3 % чистой первичной продукции. Пресноводные экосистемы содержат 41 % всех известных в мире видов рыб.
Есть три основных типа пресноводных экосистем:
- стоячий: медленное перемещение воды, в том числе бассейн, пруд и озёро;
- проточный: быстро движущаяся вода, например ручей и река;
- болото: Область, где почва насыщена или обводнена, по крайней мере иногда.

### Стоячие водоёмы
Озёрные экосистемы могут подразделяться по зонам. Одна общая система делит озеро на три зоны. Первая литоральная зона — это мелкая зона у побережья. Здесь могут встречаться сгнившие болотные растения. Глубоководье разделено на две дальних зоны: зона открытой воды и зона глубоководья. В зоне открытой воды (или освещённой зоне) солнечные лучи поддерживают фотосинтезирующие водоросли, и виды которые ими кормятся. В зоне глубоководья солнечный свет недоступен и пищевая сеть основана на остатках, что приходят из литоральной или освещённой зон. Некоторые системы используют другие названия. Глубоководье может называться пелагической зоной, а афотическая — глубокобедренной. Зона удалённая вглубь побережья от литоральной зоны может часто называться прибрежной, растения которой подвержены присутствию озера — это может включать в себя эффекты от ветра, весеннего паводка и повреждений от зимнего льда.

### Пруды
Пруды — это маленькие пресноводные области с мелководьем и неподвижной водой, болотными и водными растениями. Они могут быть разделены на четыре зоны: зона растительности, открытая вода, донные иловые и поверхностный слой. Размер и глубина водоёмов часто сильно варьируется в зависимости от времени года; многие водоёмы создаются путём весеннего паводка на реках. Пищевые сети основаны как на свободно плавающих морских водорослях, так и на водных растениях. Существует, как правило, разнообразное множество водной жизни, например: морские водоросли, улитки, рыбы, жуки, водные жуки, лягушки, черепахи, выдры и ондатры. К главным хищникам относится большая рыба, цапли или аллигаторы. Поскольку рыба является основным охотником на личинок амфибий, водоёмы, которые высыхают каждый год, таким образом, убивая оседлую рыбу, предоставляют важное для размножения амфибий убежище. Водоёмы, которые высыхают полностью каждый год, известны как весенние бассейны. Некоторые водоёмы произведены деятельностью животных, включая норы аллигатора и запруды бобра, и они дают разнообразие ландшафту.

### Речная экосистема
Главные зоны в речных экосистемах определены градиентом русла реки или скоростью течения. Быстрое движение турбулентной воды, как правило, содержит более высокие концентрации растворённого кислорода, который поддерживает большее биоразнообразие, чем медленно движущаяся вода бассейнов. Эти различия формируют основу для разделения рек на горные и равнинные реки. Пищевая база потоков в пойменных лесах главным образом происходит от деревьев, но более широкие потоки и те, которые испытывают недостаток в лесном пологе, получают большинство своей продовольственной основы от водорослей. Мигрирующие рыбы — также важный источник питательных веществ. Экологические угрозы рек включают потерю воды, дамбы, химическое загрязнение и завезённые виды. Дамба оказывает негативные последствия, которые продолжаются вниз до водораздела. Наиболее важные отрицательные эффекты — сокращение весеннего паводка, которое повреждает водно-болотные угодья, и недостаточное количество осадков, что приводит к потере дельтообразных заболоченных мест.

## Биотические характеристики

### Автотрофные организмы
Автотрофные организмы создают органические соединения из неорганического материала. Водоросли используют солнечную энергию для выработки биомассы из углекислого газа и, возможно, являются самими важными автотрофными организмами в водной среде. Конечно, чем меньше воды, тем больше влияния на биомассу от плавающих корней и сосудистых растений. Эти два источника вместе производят огромное количество биомассы устьев рек и водно-болотных угодий, которая преобразуется в рыб, птиц, земноводных и другие водные виды.
Хемосинтезирующие бактерии найдены в глубинных морских экосистемах. Эти живые организмы способны питаться сероводородом, выделяемым вулканическими жерлами. Возле вулканических жерл находится огромное количество животных, которые кормятся этими бактериями. Например, гигантские трубчатые черви (Riftia pachyptila) длиной в полтора метра и моллюски (Calyptogena magnifica) тридцати сантиметров длиной.

### Гетеротрофные организмы
Гетеротрофные организмы питаются автотрофными организмами и используют органические соединения в их организме как источники энергии и в качестве сырья для создания своей собственной биомассы. Эвриганные организмы терпимы к соли и могут выжить в морских экосистемах, в то время как стеногалинные или нетерпимые к соли виды могут жить только в пресной воде.